# Drymonia deleta
Drymonia deleta är en fjärilsart som beskrevs av Nikolaus Joseph Brahm 1790. Drymonia deleta ingår i släktet Drymonia och familjen tandspinnare. Inga underarter finns listade i Catalogue of Life.